# Tomcats (musikgrupp)
Tomcats är ett rockband från Stockholm. Rönde viss uppmärksamhet som förband åt den amerikanska punkprinsessan Texas Terri på hennes sverigeturné 2004.
Har på senare tid lämnat den lite punkigare sidan bakom sig för en mer klassisk 70-talsinfluerad riff-rock. Tomcats släppte sin debut-EP Animal Magnetism i början av 2006.